# Kleiner Sonnenwolf
Der Kleine Sonnenwolf oder die Kleine Sonnenwolfspinne (Xerolycosa miniata) ist eine Art aus der Gattung der Sonnenwölfe (Xerolycosa) in der Familie der Wolfspinnen (Lycosidae). Die Art besiedelt offene, nur spärliche bewachsene, sandige Flächen und ist in Mitteleuropa außerhalb der Gebirge weit verbreitet.

## Beschreibung
Der Kleine Sonnenwolf zählt zu den kleineren Vertretern der Wolfspinnen. Männchen erreichen eine Körperlänge von etwa 5 mm, Weibchen werden ungefähr 7 mm lang. Sie wirkt insgesamt recht feingliedrig.
Männchen und Weibchen sind unterschiedlich gefärbt. Der Vorderkörper (Prosoma) der Weibchen ist braun und zeigt einen breiten weißlichen Mittelstreifen, der etwa in der Mitte leicht eingebuchtet ist. Der Hinterkörper (Opisthosoma) ist ebenfalls braun. Er zeigt einen leichten Spitzenfleck an der Basis und auf dem hinteren Teil schwach ausgeprägte Winkelflecke und an deren Enden weißliche Punkte.
Das Männchen ist kontrastreicher gezeichnet und zeigt einen schärfer abgesetzten Mittelstreifen auf dem Prosoma und ein rötlicher gefärbtes Opisthosoma.
Die Beine sind bei beiden Geschlechtern nur an den Schenkeln stark behaart und dort hell dunkel gefleckt, die äußeren Beinglieder sind nur spärlich behaart und einfarbig dunkel rotbraun. Typisch für die Art ist offenbar ein weitgehender Verlust der Körperbehaarung, so dass die oben beschriebenen Färbungsmerkmale kaum noch erkennbar sind. Oft bleibt nur der helle Mittelstreifen des Prosomas deutlich erhalten; geht auch dieser verloren, wirken die Tiere einfarbig dunkel.
Der nahe verwandte und in Mitteleuropa ebenfalls weit verbreitete Große Sonnenwolf (Xerolycosa nemoralis) ist entsprechend seinem Trivialnamen etwas größer als der Kleine Sonnenwolf und hat im Gegensatz zu diesem eine tiefschwarze, samtige Hintergrundzeichnung auf dem Prosoma. Weitere Unterschiede sind nur durch die Untersuchung der Genitalien feststellbar.

## Verbreitung und Lebensraum
Der Kleine Sonnenwolf besiedelt die nordwestliche Paläarktis von Irland bis zur Mongolei und Nordchina. Das Verbreitungsgebiet umfasst hier große Teile der gemäßigten Zonen. Er kommt in fast ganz Europa vor und fehlt nur in Zentral- und Süditalien sowie im Süden Griechenlands.
Die Art ist wärmeliebend und an trockene, spärlich bewachsene und sandige Biotope gebunden. Sie besiedelt vor allem Sandtrocken- und Halbtrockenrasen mit großflächig unbewachsenen Bereichen. In Deutschland ist der Kleine Sonnenwolf wohl aus klimatischen Gründen weitestgehend auf die Niederungen beschränkt und kommt in höheren Lagen nur sehr selten vor.

## Lebensweise

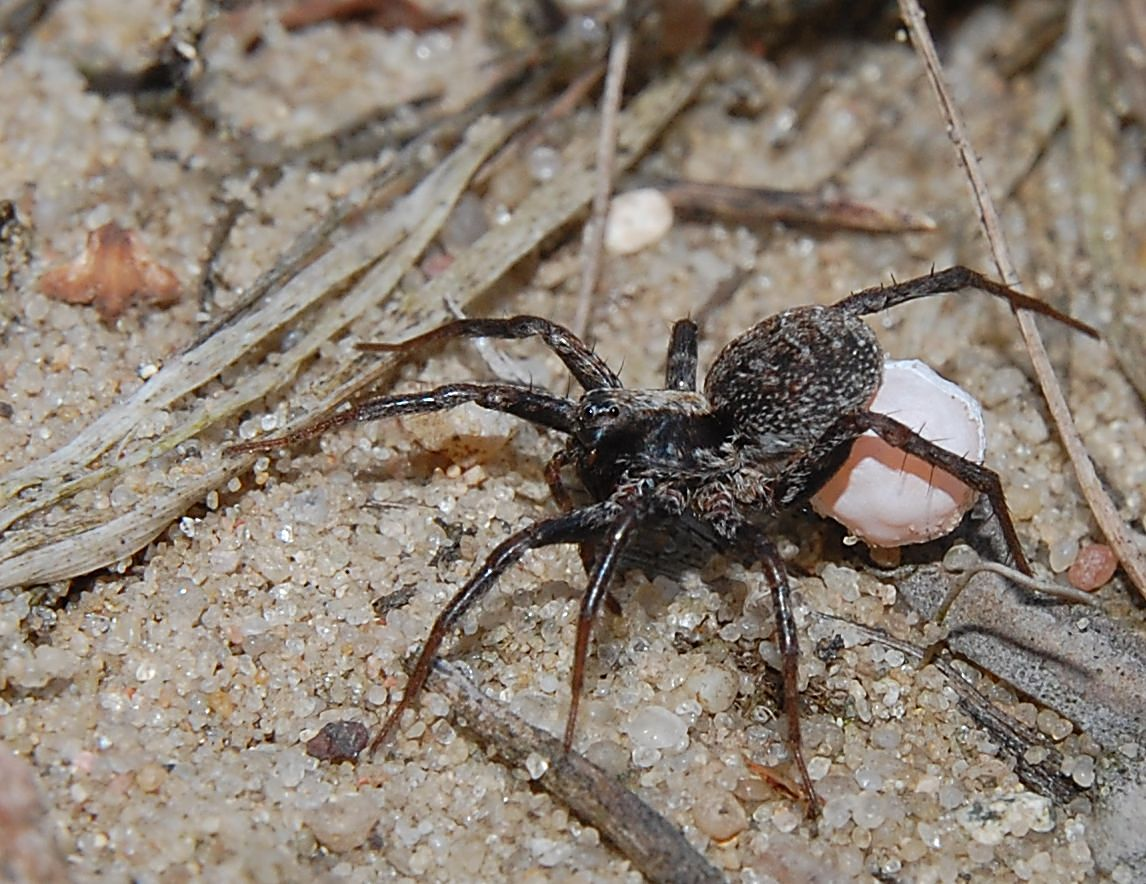
Weibchen mit Eikokon

Der Kleine Sonnenwolf ist wie die meisten Wolfspinnen bodenbewohnend und wird erst in der Abenddämmerung aktiv. Der Tag wird offenbar in Verstecken verbracht. Geschlechtsreife Tiere können von Mai bis September angetroffen werden. Weitere Angaben zur Biologie der Art liegen bisher offenbar kaum vor.

## Gefährdung
Die Art ist weit verbreitet und in geeigneten Habitaten häufig. Sie wird in Deutschland in der Roten Liste als „ungefährdet“ eingestuft.